# Paratelmatobius gaigeae
Paratelmatobius gaigeae är en groddjursart som först beskrevs av Cochran 1938.  Paratelmatobius gaigeae ingår i släktet Paratelmatobius och familjen tandpaddor. IUCN kategoriserar arten globalt som otillräckligt studerad. Inga underarter finns listade i Catalogue of Life.